# Neustadt/Vogtl.
Neustadt/Vogtl. település Németországban, azon belül Szászország tartományban. Lakosainak száma 982 fő (2023. december 31.).

## Népesség
A település népességének változása:
| Lakosok száma | 1008 | 977  | 968  | 982  | 972  | 982  |
|               | 2014 | 2017 | 2019 | 2021 | 2022 | 2023 |